# Steinbruch Lösenbach

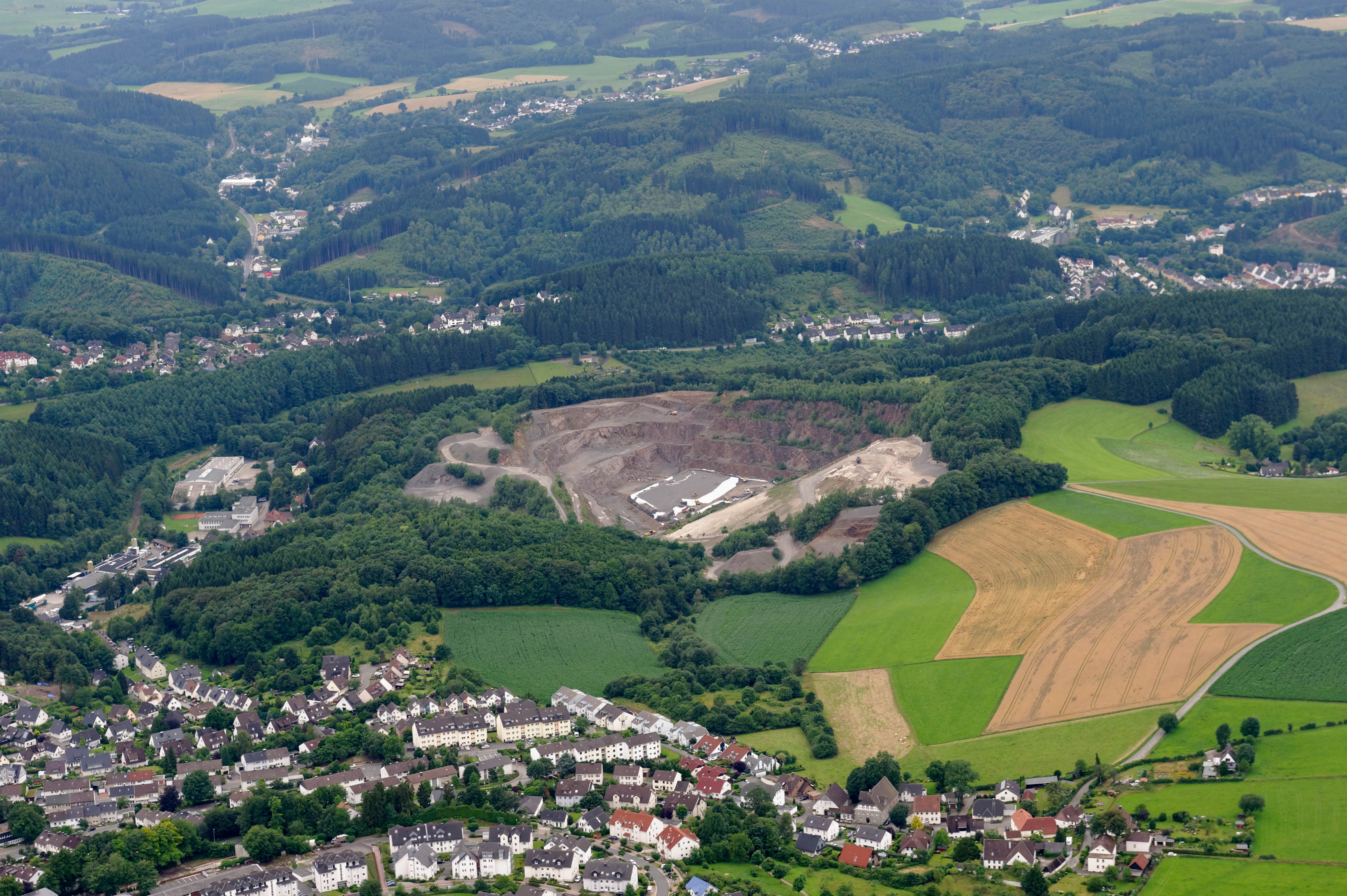
Steinbruch Lösenbach, 2015

Der Steinbruch Lösenbach befindet sich im Ortsteil Othlinghausen, Lüdenscheid. Es wird Grauwacke gefördert. Betreiber ist die Westdeutsche Grauwacke Union. Zugleich dient er als Deponie für Bau- und Abbruchabfälle. Diese wird von der AMK Abfallentsorgungsgesellschaft des Märkischen Kreises und der Basalt AG betrieben.